# Clio Gould
Clio Gould (Regno Unito, 1968) è una violinista, direttrice artistica e docente inglese, direttrice della Royal Academy Solisti e primo violino della Royal Philharmonic Orchestra.

## Biografia
Clio Gould è apparsa come solista con un certo numero di orchestre, tra cui la London Sinfonietta, la London Philharmonic Orchestra, la Royal Philharmonic Orchestra, la BBC Symphony Orchestra, la BBC Philharmonic Orchestra, la Ulster Orchestra, la RTÉ Orchestra Sinfonica Nazionale dell'Irlanda e la Royal Scottish National Orchestra. Nel 2002 è diventata la prima donna primo violino di un'orchestra di Londra (la Royal Philharmonic Orchestra) ed è attualmente primo violino della London Sinfonietta.
Clio Gould è specializzata nella musica contemporanea e ha tenuto molte prime esecuzioni. È professoressa di violino alla Royal Academy of Music ed è direttore d'orchestra della Royal Academy Soloists.
Clio suona lo Stradivari Rutson del 1694, che le è stato generosamente prestato dalla Royal Academy of Music, dove dirige regolarmente i solisti della Sainsbury Royal Academy. Nel 1999 le è stata conferita l'onorificenza di membro onorario dell'Accademia.

## Vita privata
Clio è sposata con Jonathan Morton, direttore artistico dello Scottish Ensemble e primo violino principale alla London Sinfonietta. Suo fratello Thomas Gould è un violinista affermato.